# 下马关镇
下马关镇，是中华人民共和国宁夏回族自治区吴忠市同心县下辖的一个乡镇级行政单位。

## 行政区划
下马关镇下辖以下地区：
南关村、北关村、西沟村、五里墩村、王古窑村、申家滩村、窖坑子村、白家滩村、池家峁村、郑儿庄村、刘家滩村、陈儿庄村、三山井村、赵家庙村、下垣村、上垣村、平远村、南安村、张家树村、新园村和田园村。